# 産直
株式会社産直（さんちょく）は、北海道で展開する生鮮スーパーマーケット・産直生鮮市場（さんちょくせいせんいちば）を運営する企業。

## 概要
JR北海道フレッシュキヨスク（JR北海道グループ）の営業するスーパーマーケット「ジェイ・アール生鮮市場」と提携を結んでおり、青果部門のテナント出店もする。同時広告の場合もある。

## 事業所

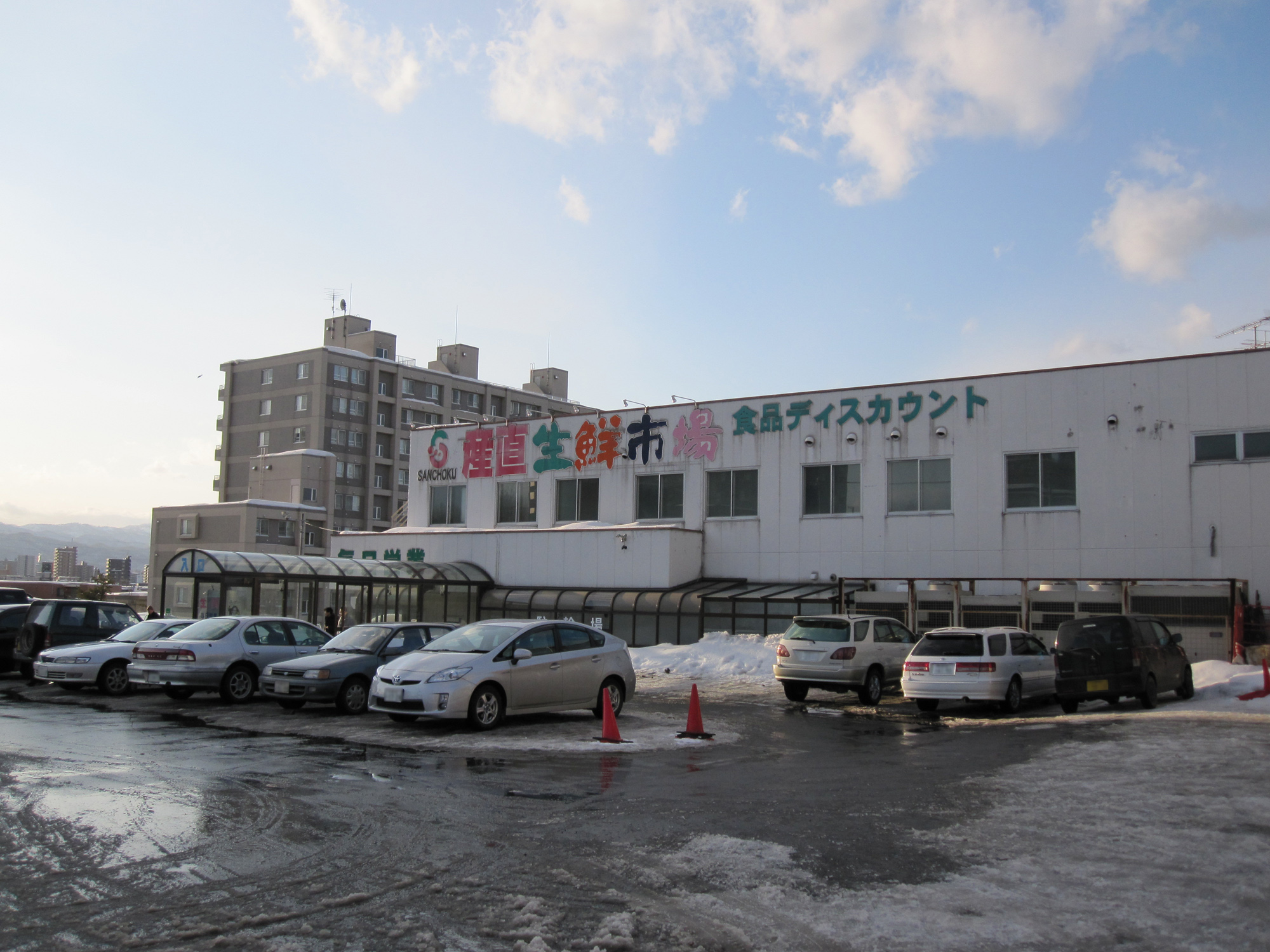
産直生鮮市場月寒店（2012年2月）

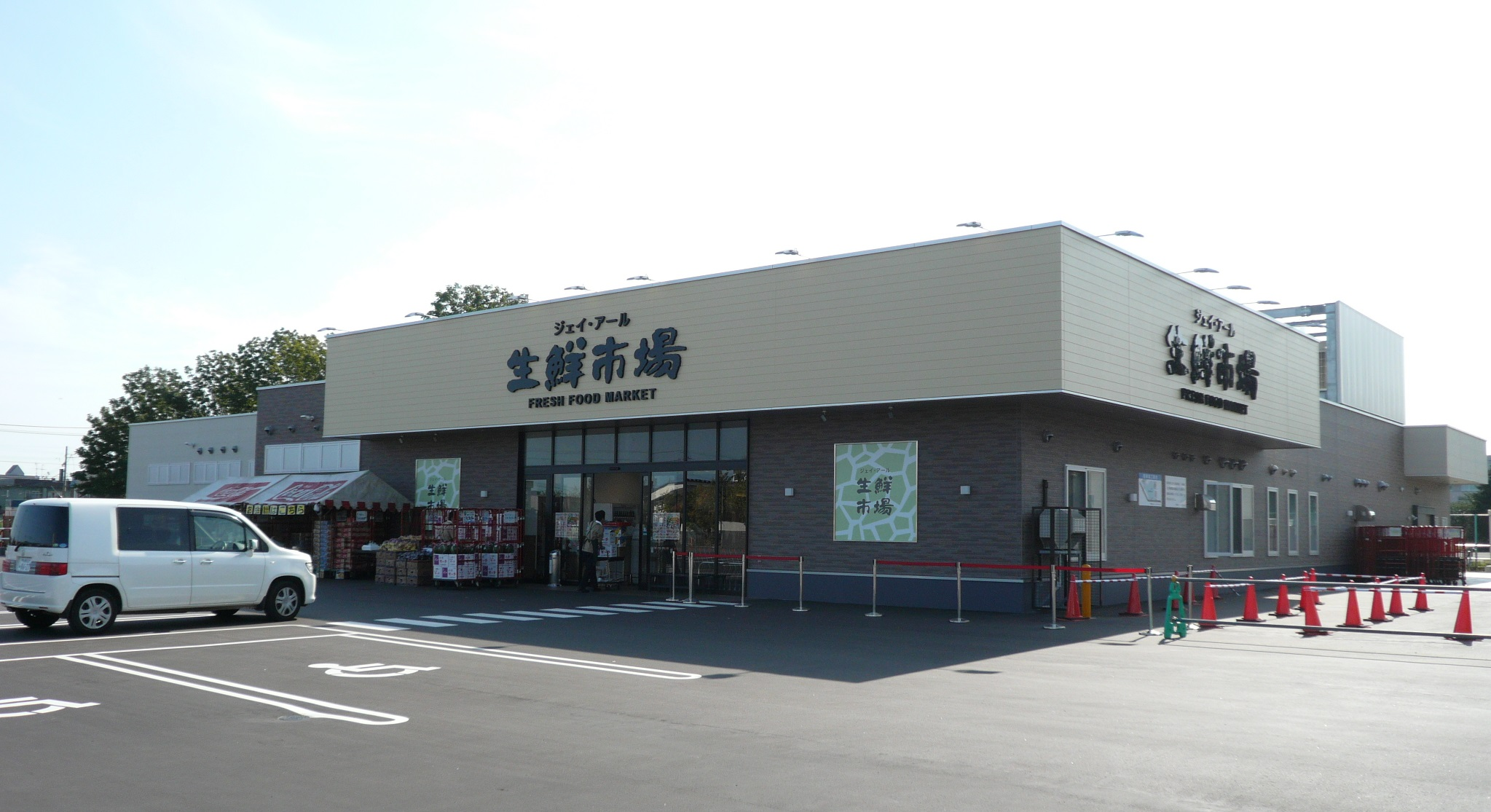
ジェイ・アール生鮮市場手稲前田店（2015年8月）

### 本社
- 北海道札幌市厚別区厚別西5条2丁目7-18

### 直営店
- 江別店（江別市野幌代々木町77-2）
- 北郷店（札幌市白石区北郷4条4丁目22-1）
- 平岡店（札幌市清田区平岡7条3丁目18-45、2004年開店[注釈 1]）
- ふしこ店（札幌市東区伏古9条4丁目3-1、2004年開店[注釈 2]）
- 西岡店（札幌市豊平区西岡3条5丁目5-2、2013年4月11日開店） - ビバホーム西岡店の跡地に出店[1]。
- 大曲店（北広島市大曲末広1丁目2-1、2016年11月10日開店） - ジョイセリオおおまがり店（マックスバリュ北海道運営）の跡地に出店[2]。
- 北野店 （札幌市清田区北野3条1丁目12-10、2017年8月24日開店[3]）

#### 過去に存在した店舗
- 東苗穂店（札幌市東区東苗穂3条1丁目490-1、2004年閉店[注釈 2]）
- 月寒店（札幌市豊平区月寒中央通2丁目3-38、2016年10月31日閉店[4]） - 跡地には建物が新築され、2018年11月9日にマックスバリュ北海道（当時。現・イオン北海道）の「マックスバリュ月寒西店」が開店[5]。

### テナント出店
- ジェイ・アール生鮮市場（青果部門）
  - 新琴似店（札幌市北区新琴似7条12丁目3-38）
  - 新川店（札幌市北区新川2条1丁目2-40）
  - 北45条店（札幌市東区北45条東4丁目1-18）
  - 北10条店（札幌市東区北10条東5丁目7）
  - 発寒店（札幌市西区発寒13条4丁目1-7）
  - 手稲前田店（札幌市手稲区前田2条13丁目3-20）
  - 西野店（札幌市西区西野1条3丁目1-5）
  - 岩見沢店（岩見沢市5条西9丁目1-1）
  - 恵庭店（恵庭市末広町121-1）